# Садарак
Садарак (азерб. Sədərək) — село Садаракского района Нахичеванской Автономной Республики Азербайджана.

## География
Расположен на Садаракской равнине (север Нахичевани), на левом берегу реки Аракс, в непосредственной близости от границы с Арменией (расстояние около 1,5 км) и близ границы с Турцией (почти 10 км).

## История
Этнограф Иван Шопен, отмечал: «Шахъ-дилинцы и Садараклинцы, два другія общества , происхожденія татарскаго вероятно Каджарскаго племени поселились въ Веди-басарскомъ-Магале, первое въ селеніи Веди-улія, второе въ селеніи Садаракъ».
По переписи 1831 года в селе проживало 878 мусульман.
В мае 1992 года, во время Первой карабахской войны, Садарак, занимающий стратегически важное положение вблизи турецко-нахичеванской границы, оказался в зоне боевых действий и подвергся разрушениям. По мнению азербайджанской стороны, армяне намеревались таким образом открыть в Нахичевани второй фронт в азербайджано-армянском противостоянии.
Законом Азербайджанской Республики № 423-IIQ от 1 марта 2003 года территориальная единица, фактически существовавшая в составе Садаракского посёлкового административно-территориального округа Садаракского района, была названа посёлком Гейдарабад и была добавлена в информативный учёт территориальных единиц Садаракского района; также посёлок Гейдарабад был отделён из состава Садаракского посёлкового административно-территориального округа, и был создан Гейдарабадский посёлковый административно-территориальный округ с центром в посёлке Гейдарабад; посёлок Садарак Садаракского посёлкового административно-территориального округа был отнесён к статусу села, а Садаракский посёлковый административно-территориальный округ был назван Садаракским сельским административно-территориальным округом, а также центр Садаракского района был перенесён из села Садарак в посёлок Гейдарабад.
В 2020—2021 годах Садарак подвергался обстрелам с армянской территории.

### Этимология
По поводу названия Садарак в топонимии существуют разные мнения. Ойконим ассоциируется со словами седере/ sedərə (персидское: «три долины») или сед ренг / sədrəng (персидское: «тысячи цветов»), Сегрей (один из героев «Деде Горгуда»). Однако, согласно последним исследованиям, топоним происходит от арабского слова садр/ sedər (лагерь). Считается, что поселение образовалось на месте бывшей военной стоянки.

## Экономика
Экономика тесно связана с турецкими предприятиями. В советское время было развито виноградарство. Функционировал винодельческий завод.

## Известные уроженцы
В посёлке родились азербайджанский биолог Али Гасан оглы Алиев и азербайджанский химик-технолог, учёный, доктор химических наук Мирказым Джалал оглы Сеидов.